# Réserve de biosphère Tsá Tué
Tsá Tué est une réserve de biosphère située au Canada, dans les Territoires du Nord-Ouest. S’étendant sur 93 313 km2, elle est la plus grande des 18 réserves de biosphère du Canada. Elle englobe le Grand lac de l’Ours (31 121 km2) et une partie de son bassin versant (62 192 km2).
Tsá Tué se démarque également par le fait qu’il s’agit de la première réserve mondiale de biosphère entièrement administrée par une communauté autochtone – en l’occurrence la communauté de Délįne (environ 600 habitants), située dans la région de Sahtu.
| Points cardinaux        | Latitude      | Longitude      |
| ----------------------- | ------------- | -------------- |
| Point central           | 66° 02′ 06″ N | 120° 35′ 17″ O |
| Point le plus au nord   | 67° 52′ 23″ N | 120° 25′ 06″ O |
| Point le plus au sud    | 64° 01′ 01″ N | 121° 15′ 47″ O |
| Point le plus à l'ouest | 65° 49′ 07″ N | 125° 26′ 24″ O |
| Point le plus à l’est   | 66° 37′ 28″ N | 115° 59′ 46″ O |

## Contexte
La désignation « réserve de biosphère » est accordée par l’UNESCO, en vertu du Programme sur l’homme et la biosphère (MAB), à des sites reconnus comme des modèles en matière de conservation de la biodiversité et de développement durable. 
Bien qu’elles jouissent d’une reconnaissance internationale, les réserves de biosphère demeurent sous la juridiction des États où elles se trouvent. En mars 2016, on dénombrait 669 réserves de biosphère, réparties dans 120 pays (16 d’entre elles sont transfrontalières). Au même moment, le Canada en comptait 18.
La mise sur pied de la réserve de biosphère Tsá Tué est l’aboutissement d’un long processus politique et juridique. Les jalons de ce parcours se rapportent, d’une part, à l’autonomie croissante de la communauté de Délįne face au gouvernement canadien, et d’autre part, à la protection du Grand lac de l’Ours et des régions avoisinantes. Les ententes et les plans de gestion suivants comptent parmi les jalons les plus importants de ce processus :
- En 1993, en vertu de « l'Entente sur les revendications territoriales globales des Dénés et Métis du Sahtu », ces derniers obtiennent du gouvernement fédéral canadien et du gouvernement des Territoires du Nord-Ouest les titres de propriété sur un territoire de 41 437 km2, les droits d’exploitation des ressources fauniques, et l’établissement d’institutions publiques gouvernementales pour réglementer ces terres et gérer cette faune[4].
- De 2002 à 2005, un « Plan de gestion du bassin hydrographique du Grand lac de l’Ours » est développé à l’initiative de la Délįne Land Corporation, en collaboration avec la Première Nation de Délįne et l’Office des ressources renouvelables du Sahtu. Ce plan établit un ensemble de normes et de principes relatifs à l’utilisation des terres dans le bassin versant du Grand lac de l’Ours, en insistant sur les aspects d’intégrité écologique et culturelle[5],[6].
- Le « Plan d'utilisation des terres du Sahtu », complété en 2013 par le Sahtu Land Use Planning Board[7], établit les orientations générales concernant la façon dont les terres (y compris l'eau et les autres ressources) seront conservées, développées et utilisées dans la région du Sahtu. Le plan décrit les activités d'utilisation des terres permises, et précise où et dans quelles conditions elles sont appropriées[8].
- En 2015, « l'Accord définitif sur l'autonomie gouvernementale de Délįne » est conclu entre les habitants de Délįne, le gouvernement des Territoires du Nord-Ouest et le gouvernement fédéral canadien. En vertu de cet accord, la communauté de Délįne est en droit de se doter d’un gouvernement populaire (Délįnen Got'ine[9]), une première pour une communauté autochtone au Canada[10].
- En 2015 également, la communauté de Délįne prépare sa demande pour obtenir la désignation de Réserve mondiale de biosphère. Ce faisant, la communauté espère faciliter la mise en œuvre de certaines mesures énoncées dans le « Plan de gestion du bassin versant du Grand lac de l’Ours », notamment le déploiement de programmes de recherche et de surveillance, de programmes d'éducation et d’activités récréotouristiques. Elle souhaite aussi simplifier la coordination des activités de développement durable sur son territoire, à travers une vision intégrée de gestion[2].
- Les 18 et 19 mars 2016, l’UNESCO annonce l’ajout de 20 nouveaux sites au Réseau mondial des réserves de biosphère, dont Tsá Tué[3].

## Caractéristiques naturelles

### Hydrographie
Le Grand lac de l’Ours, situé au cœur même de Tsá Tué, se démarque à plusieurs titres : il est le huitième plus vaste plan d’eau douce du monde ; le quatrième plus grand lac d’Amérique du Nord ; et le plus grand lac entièrement compris à l’intérieur des frontières canadiennes. Il se distingue également par son volume (2 236 km3) et sa profondeur (446 mètres en son point le plus profond). Enfin, le lac est unique par son état de conservation remarquable : il est décrit par l’UNESCO comme le « dernier lac arctique encore intact ». De forme irrégulière, le lac comporte cinq bras (baies) : Smith (nord-ouest), Dease (nord-est), McTavish (sud-est), McVicar (sud) et Keith (sud-ouest). C’est au bord du bras Keith que se trouve Délįne, la seule communauté humaine comprise dans la réserve de biosphère Tsá Tué.

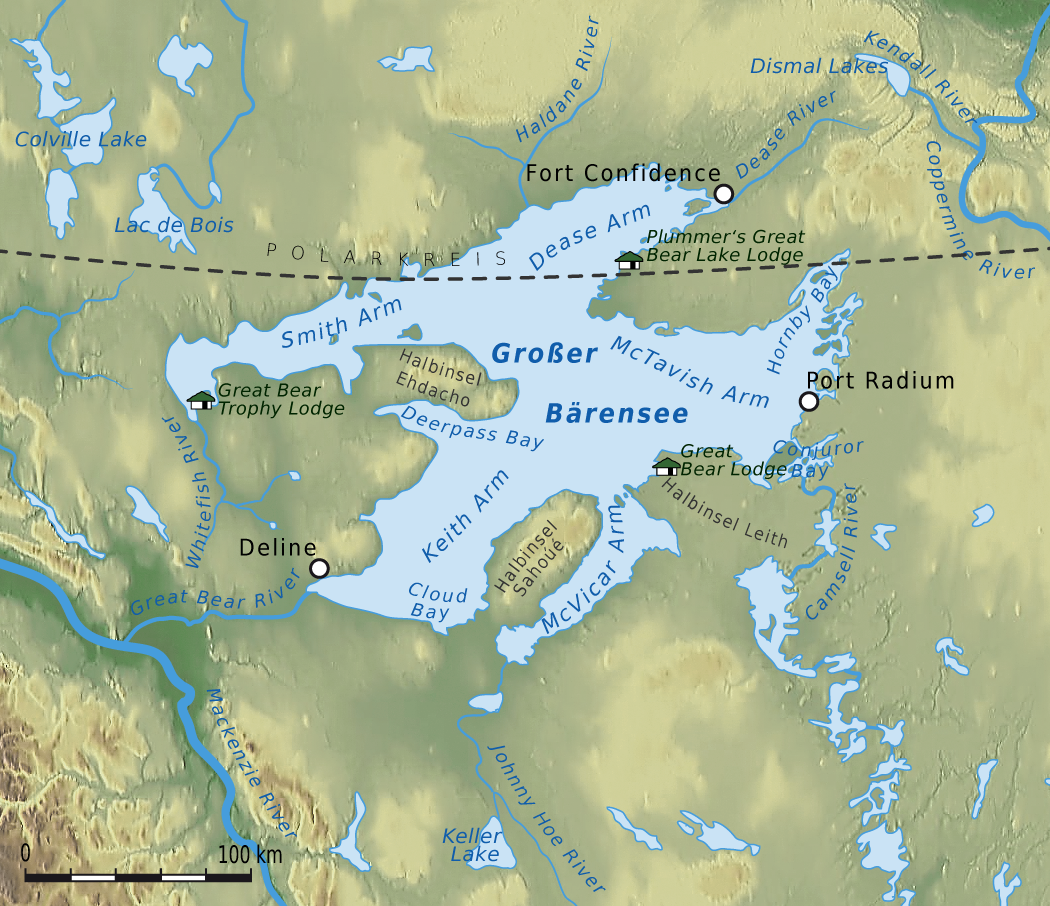
Le Grand lac de l'Ours

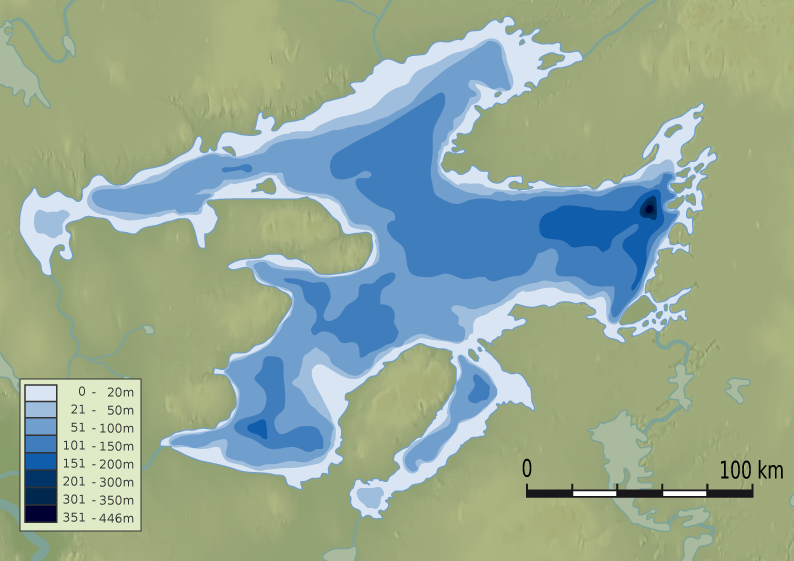
Carte bathymétrique du Grand lac de l'Ours

Alimenté par de nombreux cours d’eau, dont les rivières Camsell et Johnny Hoe, le Grand lac de l’Ours se déverse dans la rivière Great Bear, vers le nord. Cette rivière est un affluent du fleuve Mackenzie. Le bassin versant du Grand lac de l’Ours couvre 115 056 km2, dont environ 55 % sont compris à l’intérieur de la réserve de biosphère. En outre, Tsá Tué renferme 5 % des milieux humides des Territoires du Nord-Ouest,.

### Climat
Tsá Tué subit un climat subarctique (climat de catégorie Dfc selon la classification de Köppen). Celui-ci se caractérise par des hivers longs et froids, des étés courts et frais, de grands écarts de température et de faibles précipitations. 
La surface du Grand lac de l’Ours est habituellement gelée entre les mois de novembre et juillet. Toutefois, le phénomène de réchauffement climatique global se faisant particulièrement sentir dans le nord du Canada, les glaces et leur comportement pourraient se modifier au fil du temps. Une recherche montre en effet que le Grand lac de l’Ours est particulièrement susceptible au réchauffement global : le modèle employé dans cette étude prévoit qu’entre les périodes de 1970-2000 et 2041-70, la différence de température à sa surface pourrait être de 0,5 °C à 2 °C. D’autres travaux, dont les résultats scientifiques ont été corroborés et enrichis par les savoirs traditionnels des Dénés du Grand lac de l’Ours, montrent que les phénomènes météorologiques locaux évoluent tranquillement, mais sûrement, dans cette région. 

### Biodiversité

#### Grand lac de l'Ours
Le Grand lac de l’Ours présente un taux naturel de productivité biologique relativement faible : le plancton s’y fait rare, on y compte relativement peu d’espèces de poissons (on dénombre 13 espèces de poissons dans la réserve Tsá Tué, rivières incluses) et les chaînes alimentaires sont simples. Ces caractéristiques font du Grand lac de l’Ours un écosystème vulnérable, et commandent une gestion prudente du lac et de son bassin versant.
Par ailleurs, le touladi (Salvelinus namaycush), une espèce de poisson commune dans les lacs d’Amérique du Nord, présente une remarquable diversité de formes (polymorphisme) dans le Grand lac de l’Ours. La combinaison unique des caractéristiques physiques du lac (sa grande dimension, ses cinq bras et son gradient de profondeur) fournit au touladi une diversité de niches écologiques et la possibilité de former des populations relativement isolées les unes des autres. La recherche a démontré que la diversité morphologique du touladi du Grand lac de l’Ours ne correspond pas à une grande diversité génétique, mais plutôt à une grande plasticité phénotypique face à des habitats diversifiés,.

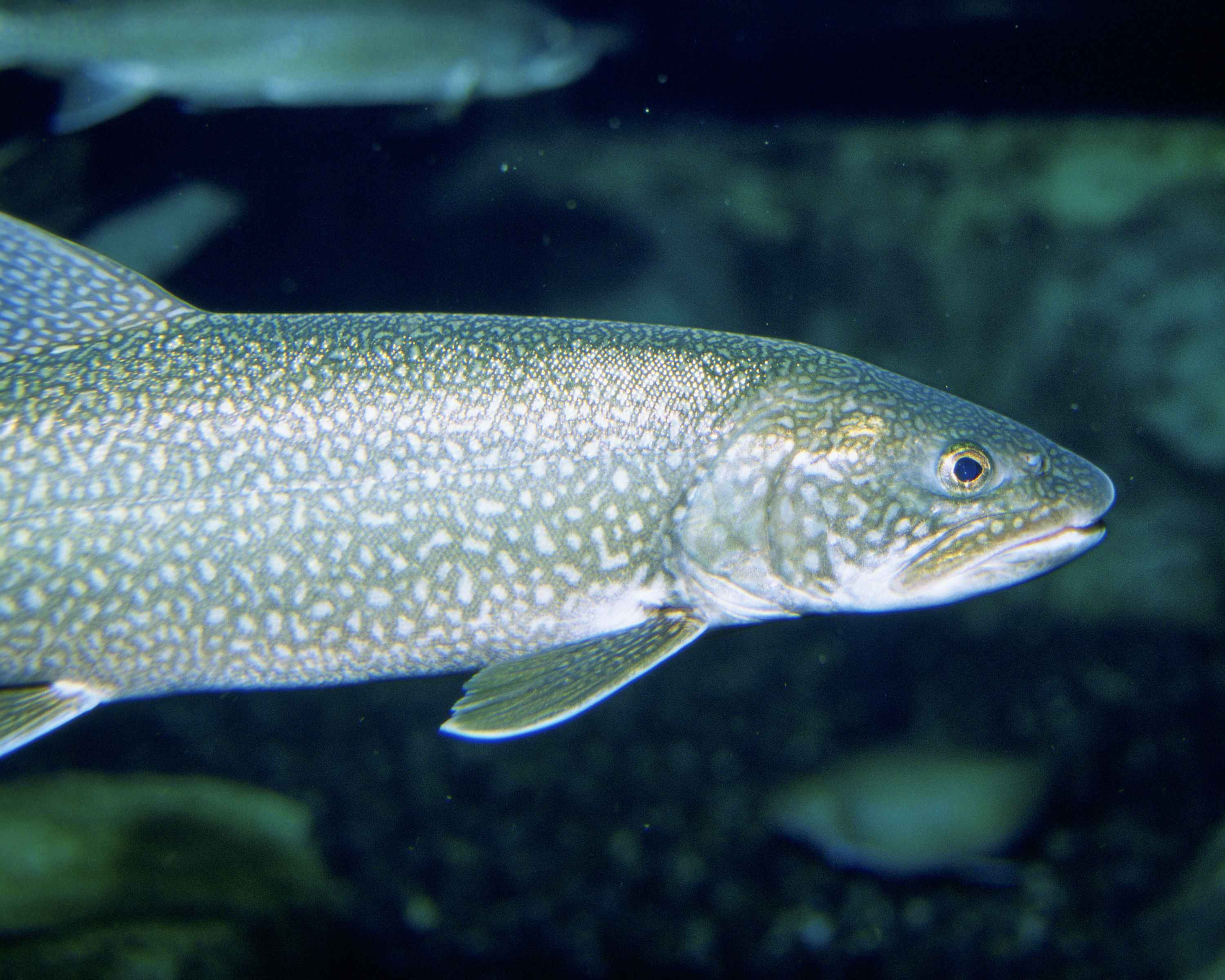
Touladi (Salvelinus namaycush)

#### Écosystèmes terrestres
Tsá Tué s’étend principalement sur cinq écorégions canadiennes : la Plaine du bras Dease, la Plaine du Grand Lac de l’Ours, les Plaines Grandin, la Chaîne Norman et les Hautes terres de la rivière Coppermine. À chacune de ces écorégions correspond un agencement unique de caractéristiques climatiques, physiographiques, pédologiques, hydrographiques, florales et fauniques. Par exemple, la plaine du bras de Dease présente une végétation de type toundra, dominée par le bouleau glanduleux et le saule, alors que la Plaine du Grand lac de l’Ours arbore un couvert forestier de type taïga, caractérisée par l’épinette noire et le mélèze. Le pergélisol est continu au nord et à l’est du Grand lac de l’Ours, mais est discontinu et laisse entrevoir des affleurements rocheux à l’ouest et au sud du lac.
Autrement dit, la réserve de biosphère Tsá Tué recouvre une grande diversité d’habitats terrestres, ce qui explique qu’elle abrite une flore et une faune également diversifiées et abondantes. En tout, 177 espèces végétales, 105 espèces d’oiseaux et 32 espèces de mammifères y ont été répertoriées. Le caribou de la toundra (Rangifer tarandus groenlandicus), l’orignal (Alces alces andersoni), le bœuf musqué (Ovibos moschatus) et l’ours grizzli (Ursos arctos) s’y observent en grand nombre.
En revanche, trois espèces animales présentes ou potentiellement présentes sur le territoire de Tsá Tué font l’objet d’une protection particulière en vertu de la Loi sur les espèces en péril du Canada : le courlis esquimau (Numenius borealis), le hibou des marais (Asio flammeus) et le caribou des bois (Rangifer tarandus caribou).

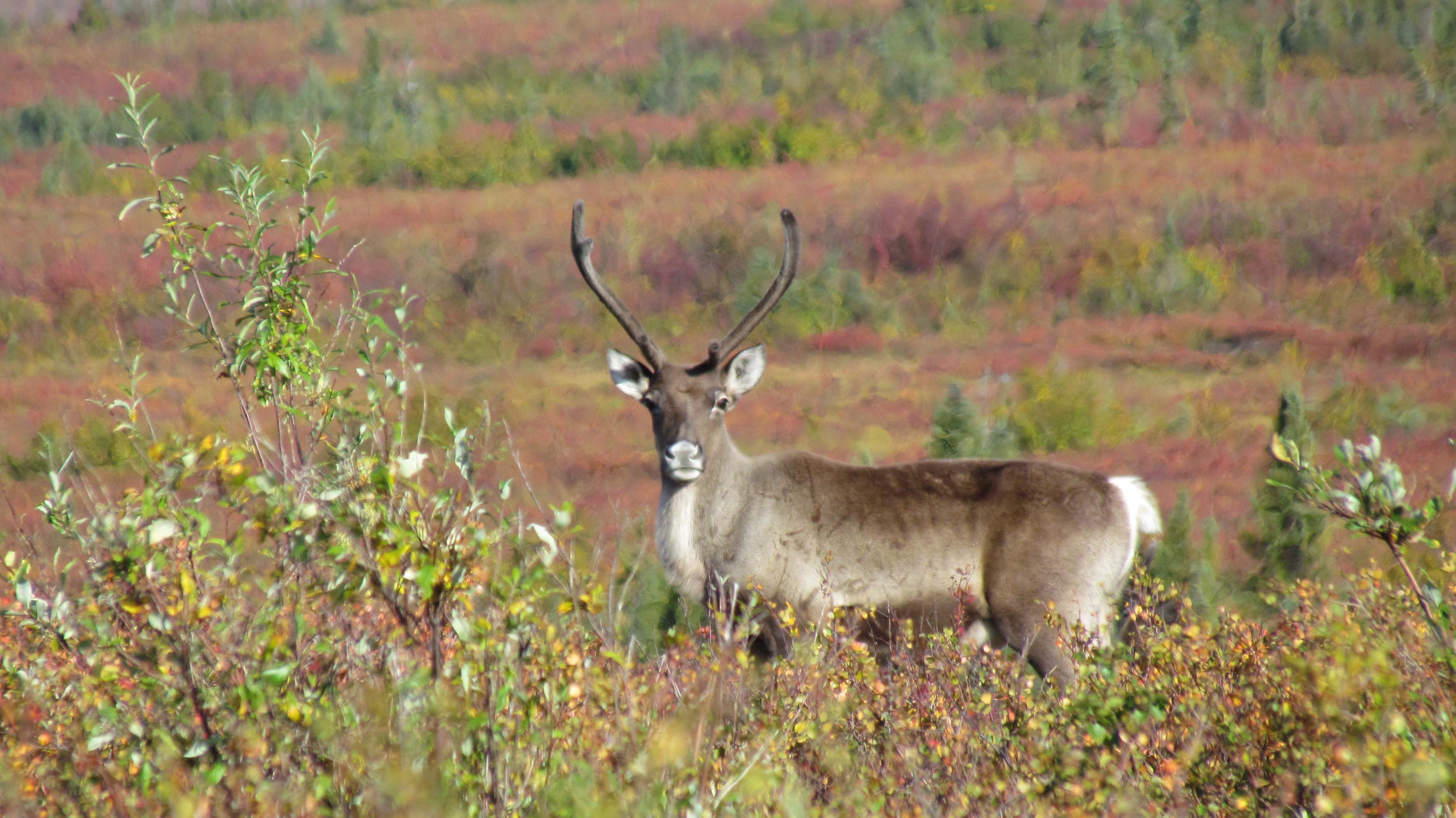
Caribou des bois (Rangifer tarandus caribou)

## Présence humaine

### Délįne

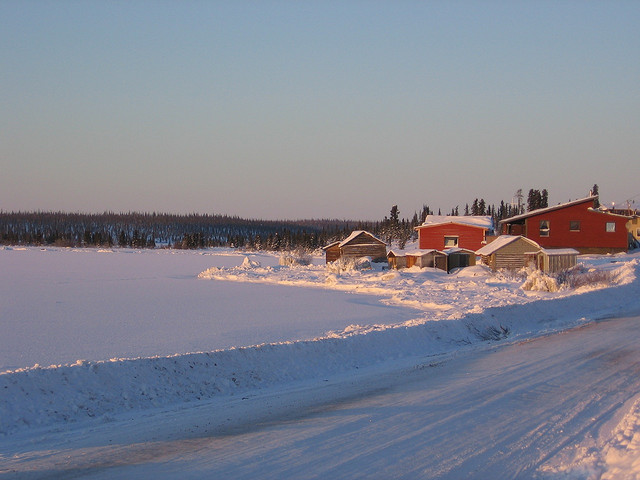
Délįne, au bord du Grand lac de l'Ours

La seule communauté humaine installée sur la réserve de biosphère Tsá Tué est celle de Délįne. Située aux abords du Grand lac de l’Ours, près de l’embouchure de la rivière Great Bear, ce hameau réunit environ 600 habitants. Les membres de la nation Déné du Sahtu représentent 93 % de cette population.
Il est utile de rappeler que les Territoires du Nord-Ouest se composent de cinq régions administratives : Sahtu, Deh Cho, North Slave, South Slave et l’Inuvik. La région de Sahtu est habitée par des communautés rattachées à la nation des Dénés. Cette région est elle-même divisée en trois districts, Délįne, Tulita and K’ahsho Got’ine, où sont parlés trois dialectes distincts de « North Slavey » – une langue autochtone parfois appelée « langue des Esclaves du nord » en français. Délįne est le chef-lieu du district du même nom. Tel que mentionné plus haut, « l'Accord définitif sur l'autonomie gouvernementale de Délįne » de 2015 a permis aux habitants de Délįne de se doter d’un gouvernement populaire, Délįnen Got'ine, une première pour une communauté autochtone au Canada. Le territoire sur lequel ce gouvernement peut exercer ses pouvoirs correspond au district de Délįne, lequel englobe le Grand lac de l’Ours et environ la moitié de son bassin versant.
Les habitants de Délįne considèrent le Grand lac de l’Ours et son bassin versant comme leur patrie. Ce paysage, ainsi que la flore et la faune qu’il abrite, sont omniprésents dans leur vie quotidienne et leur culture. Le lac et son réseau hydrographique leur fournissent leur nourriture (poissons, gibiers, plantes), servent de trame de fond à leurs activités traditionnelles (chasse, pêche, cueillette, confection de vêtements, rituels, etc.) et peuplent leurs mythes. Leur qualité de vie étant intimement liée à la santé de leur environnement, les habitants de Délįne ont à cœur de maintenir l’intégrité écologique de leur territoire,.

### Industries
Le Nord du Canada recèle une grande quantité de ressources naturelles : pétrole, gaz, diamant, or, uranium et zinc. La présence de compagnies pétrolières et minières dans la région de Sahtu génère de l’emploi et contribue à l’amélioration des conditions économiques des communautés qui s'y trouvent, mais elle soulève en même temps des préoccupations pour la santé humaine et pour l’intégrité de l’environnement et de la biodiversité.
Par exemple, il est rapporté que les activités ayant eu cours de 1933 à 1982 à la mine de Port Radium, située sur la rive est du Grand lac de l’Ours, aurait causé des cas de cancer chez les habitants de Délįne employés au transport du minerai d’uranium. Cette assertion a été contredite par une étude de 2005. Par ailleurs, une étude a montré que les taux de mercure mesurés dans les poissons pêchés dans le Grand lac de l’Ours, près d’une mine abandonnée, ne dépassent pas les seuils acceptables en regard de la santé humaine.
L’industrie pétrolière et gazière inquiète également. La pollution directe de l’environnement est un risque, mais même en l’absence de déversement, ces industries peuvent affecter l’environnement et le mode de vie des habitants. Par exemple, le caribou, qui joue un rôle de premier plan dans la vie des Dénés du Sahtu, est rendu plus vulnérable face à ses prédateurs, du simple fait que des éclaircies et des routes sont aménagées sur son territoire pour la construction d’oléoducs ou l’accès aux installations.
Malgré l’intensification des activités industrielles dans la région, le Grand lac de l’Ours est généralement reconnu comme un site bien préservé : le rapport du Fonds mondial pour la nature (WWF) sur l’état de santé des écosystèmes d’eau douce confirme le bon état de santé du bassin versant du Grand lac de l’Ours, mais ne manque pas de souligner le peu de données disponibles sur le sujet. Ce même rapport avance même que les activités industrielles seraient moins menaçantes sur cet écosystème que ne le sont les changements climatiques.
Les habitants de Délįne espèrent que le contrôle accru qu’ils ont acquis sur leur territoire en obtenant la désignation de réserve de biosphère leur permettra de mettre en place les mesures de protection environnementale qu’ils jugent nécessaires.

## Zonage et activités[2]
Suivant les normes des réserves mondiales de biosphère expliquées plus haut, le territoire de Tsá Tué est découpé en zones de trois catégories : 
- des aires centrales, destinées à la conservation ;
- des zones tampons, propices aux activités de recherche et d’éducation ;
- et des aires de transition, propres aux activités économiques et culturelles.

### Aires centrales
Les aires centrales de Tsá Tué totalisent 20 082 km2 de territoire protégé. Celles-ci comprennent le Parc historique national Saoyú-ʔehdacho (5 540 km2), un lieu historique national protégé depuis 2009 pour sa valeur culturelle, mais aussi tout un ensemble de nouvelles zones de conservation décrites dans le « Plan d'utilisation des terres du Sahtu », :
- Edaįįla (8 775 km2), un site culturel et un site de chasse traditionnel situé sur la péninsule est du Grand lac de l’Ours. Le site est aussi un habitat fréquenté par plusieurs espèces animales, dont le caribou des bois.
- Du K’ets’Edi (les Îles Sentinelles) (251 km2), dont la protection permettra de préserver la qualité de l’eau.
- Turatlın Tué (le lac Tunago) (199 km2), un lieu prisé par plusieurs espèces animales, dont le caribou des bois, et par les habitants de Délįne eux-mêmes, qui y trouvent de nombreuses plantes médicinales.
- Luchaniline (la rivière Whitefish) (1 443 km2), qui est une zone de frai du corégone (Coregonus albula).
- Tehkaıcho Dé (la rivière Johnny Hoe) (4 141 km2), qui en plus d’être une zone de frai du corégone, est réputée être chargée d’une force spirituelle remarquable, selon les Aînés de Délįne.

### Zone tampon
La zone tampon constitue la plus grande part de Tsá Tué. Elle englobe le Grand lac de l’Ours et quelque 41 000 km2 de milieux terrestres. Les habitants de Délįne espèrent développer le tourisme écologique dans leur région, une activité qui pourrait avoir cours dans la zone tampon. En 2006, la région de Sahtu a accueilli un peu plus de 6 000 voyageurs – principalement des gens qui voyageaient par affaire, mais aussi des amateurs de plein air et de pêche.
Cette zone servira également à des activités de recherche et de surveillance. En effet, la création de Tsá Tué implique, pour les habitants de Délįne, de mettre en place de tels programmes. Parmi les actions déjà entreprises, on note la participation de la communauté de Délįne à l’étude génétique des troupeaux de caribous. Les activités de recherche pourraient se dérouler sur certaines aires protégées, suivant un certain nombre de conditions.

### Zone de transition
Seule une aire de 797 km2 située au nord-ouest de Délįne correspond à la zone de transition. Les perspectives de développement économique et culturel de Délįne ne laissent entrevoir aucun obstacle à la réalisation des principes du développement durable. En effet, les habitants de Délįne font valoir le fait que le Plan de gestion du bassin hydrographique du Grand lac de l’Ours, le processus collaboratif ayant permis son développement, les valeurs écologiques et culturelles des habitants du bassin versant du Grand lac de l’Ours, de même que les orientations du gouvernement Délįnen Got'ine concernant la gestion des ressources dans la région sont autant de preuves du caractère exemplaire de Délįne en matière de développement durable.